# 県民の歌 (栃木県)
「県民の歌」（けんみんのうた）は、栃木県が1962年（昭和37年）に制定した県民歌である。作詞は岡きよしと「栃木県県章・県民の歌選定委員会」による補作とされる。作曲は川島博。

## 解説
1960年代に入り全国で新しい都道府県民歌が制定されていた当時状況を背景に県章と合わせて公募を実施し、歌詞552編と曲235編が集まった。歌詞は足尾町（現日光市）出身で毎日新聞佐野通信部記者であった神山清志（ペンネーム・岡きよし）の応募作が選ばれた。曲は足利市出身で愛知教育大学講師（後に教授）の川島博による応募作であり、選定委員会より「歌詞に最もマッチし、健康で明るく気品の高い作品」との評を受けて選ばれた。
2014年（平成26年）3月4日からは、第一興商のカラオケ機で全国配信されている。
2018年（平成30年）には、栃木デスティネーションキャンペーンの一環として4月1日から6月30日までの期間限定でJR宇都宮駅の5・7〜10番線ホームで発車メロディーに採用された。
こうした県の積極的なPRもあり、長野県の「信濃の国」に次いで県民認知度が高い県民歌と評されている。

## 歌唱
創唱は三浦洸一と安西愛子のデュエットで、ビクターレコード（のちJVCケンウッド・ビクターエンタテインメント）により飯田信夫編曲の「行進曲 県民の歌」をB面に収録したシングル盤が製造されている。三浦と安西による創唱は、2020年（令和2年）にビクターから発売されたベスト・アルバム『日本の流行歌スターたち』第38集（VICL-65424）のトラック22にCD音源としては初めて収録された。
1980年（昭和55年）には、第35回国民体育大会（栃の葉国体）開催を記念して制定され、東芝EMI（のちユニバーサルミュージック・EMI Records）からレコードが発売された「栃の葉国体音頭」（K3E-2005）のB面に混声合唱と吹奏楽の2バージョンが収録された。
1988年（昭和63年）にはリフレッシュ感を出すことを目的にダ・カーポ（妻の榊原広子が佐野市出身）の歌唱によるバージョンを録音したカセットテープが県内の公立学校や公共施設に配布され、県内の空撮映像を交えた「ミュージック・ビデオ」も制作された。2005年（平成17年）にも改めて同内容のCDが公立学校に配布されている。

## メディアでの放送
- 栃木放送

AMラジオ。放送開始前のフィラー音楽として、毎朝5:00から放送。ダ・カーポの歌で流れる。
2008年（平成20年）4月の24時間放送開始前は毎日放送開始5分前の5:55に、24時間放送の開始後はしばらく月曜朝4:55の開始時（放送休止後の1週間の放送のオープニングとして）に東京室内楽オーケストラが演奏する行進曲バージョン（前述のCDにダ・カーポ歌唱バージョンとともに収録されている）を放送していた。
また、放送開始時にビクター・オーケストラが演奏する「行進曲 県民の歌」（前述のEPレコードのB面に収録されている）を放送していた時期もある。
- とちぎテレビ

放送終了コールの前に放送。ダ・カーポ歌唱のバージョンを演奏。2012年（平成24年）3月までは放送開始後にも流れていた。
2005年（平成17年）3月29日より、栃木県の携帯版ホームページで「県民の歌」の携帯電話用着信メロディーの無料配信を行なっている。2012年1月15日より着うたの無料配信を開始（スマートフォンにも対応）。

## スポーツへの採用
栃木県に本拠地を置く各プロスポーツチームにおいても、試合時に演奏されることが多い。
- 日本プロサッカーリーグに加盟する栃木SC（栃木サッカークラブ）の主催試合において、試合開始前にチームの応援歌ではなくこの「県民の歌」の1番を歌うのが慣例となっており[4]、ホームスタジアムである栃木県グリーンスタジアムの電光掲示板にはこの際県民の歌の歌詞が表示される。
- BCリーグに加盟する栃木ゴールデンブレーブスでは8回の攻撃開始前に応援団が県民の歌を演奏するのが恒例となっている。
- バスケットボールのBリーグに加盟する宇都宮ブレックスも試合時に演奏が行われている[5]。